# Deutsche Botschaft (Sankt Petersburg)

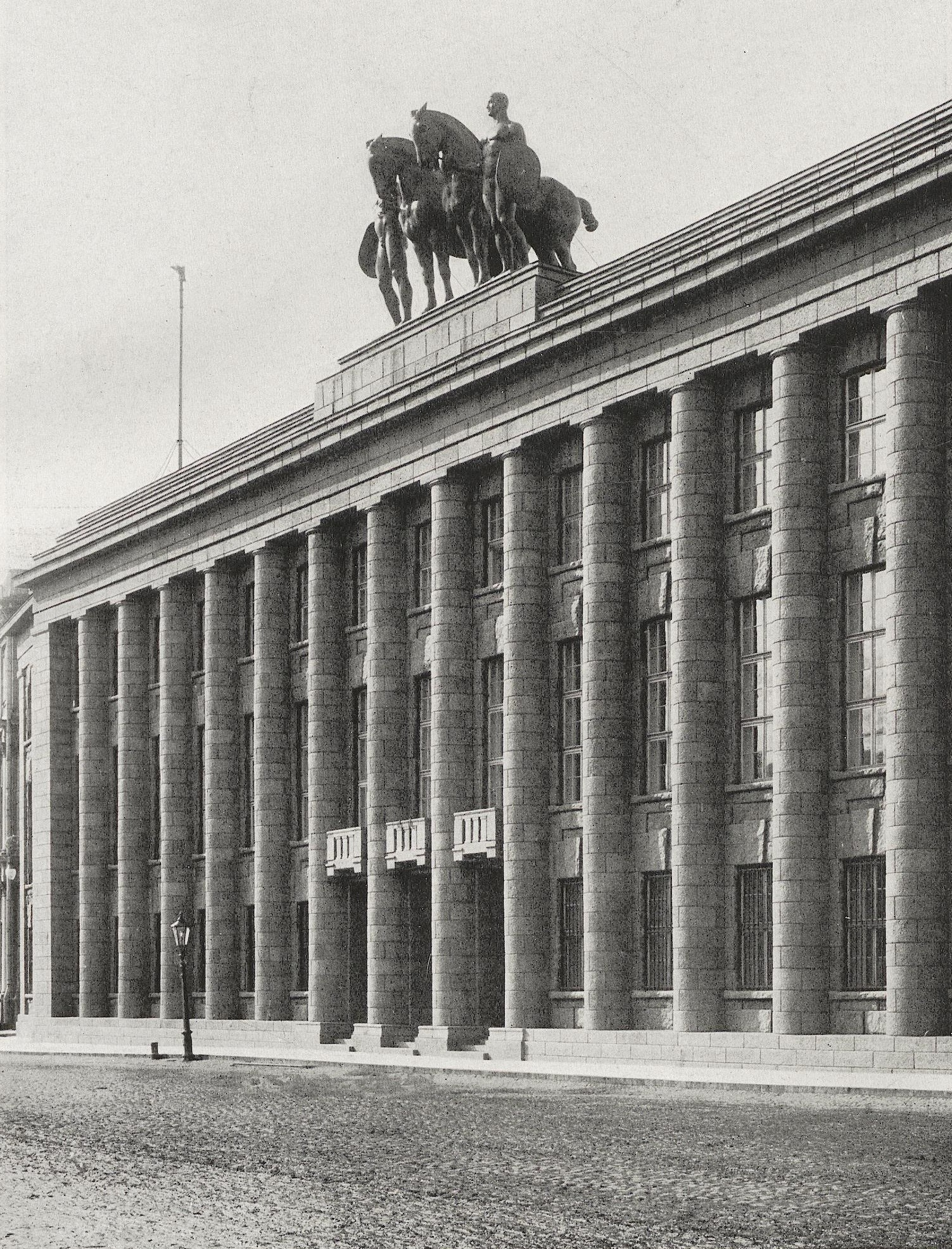
Deutsche Botschaft in Sankt Petersburg, Peter Behrens, 1912. Reproduziertes Foto von 1912/1913

Die ehemals „Kaiserlich Deutsche Botschaft in Sankt Petersburg“ ist ein von Peter Behrens im Sinne des Deutschen Werkbundes entworfener und 1912 bezogener Gebäudekomplex am Isaaksplatz in der damaligen Hauptstadt des russischen Kaiserreiches.

## Baugeschichte

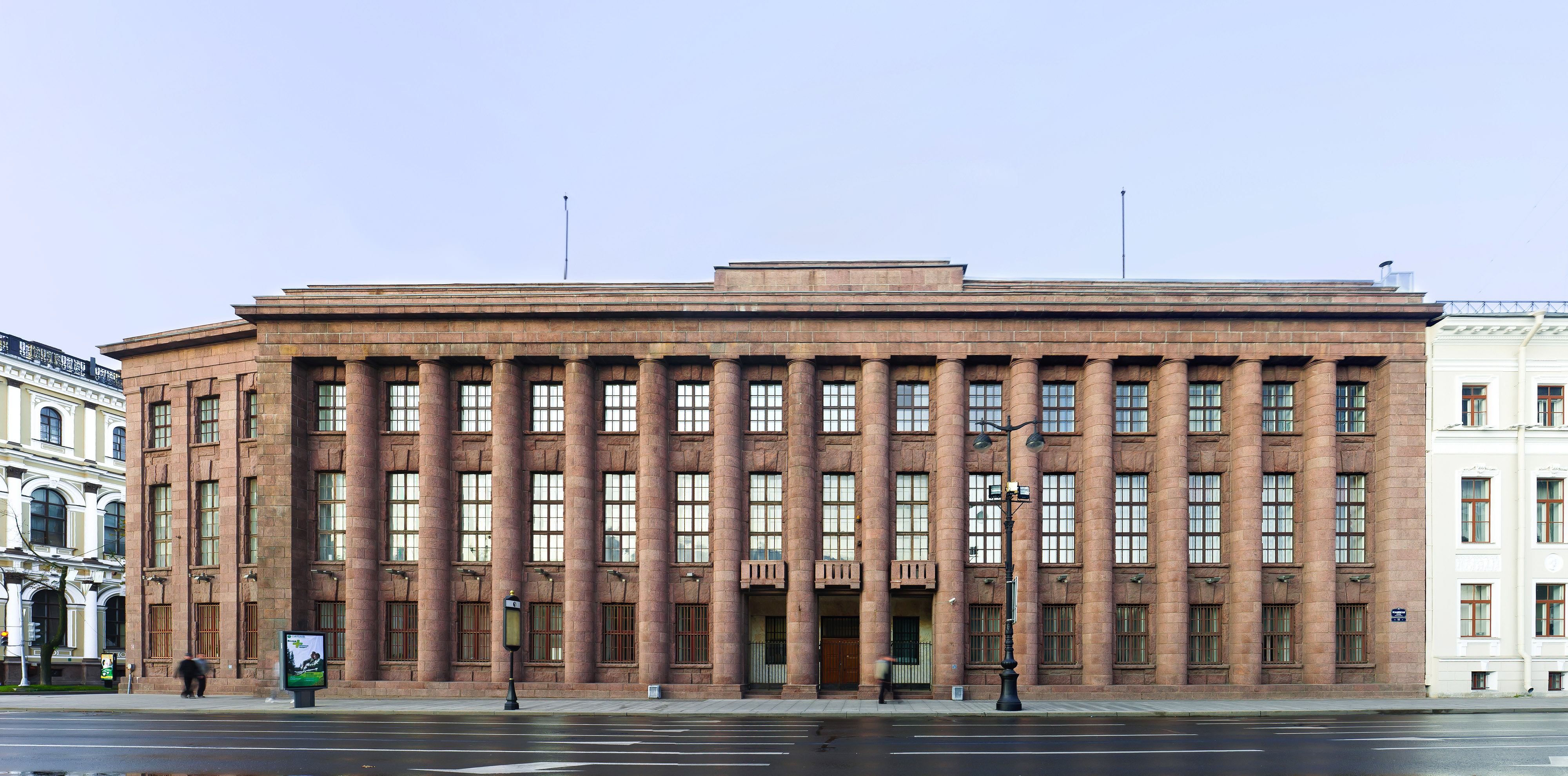
Deutsche Botschaft, Hauptfassade, Zustand von 2011

Der Leiter des Auswärtigen Amtes, Alfred von Kiderlen-Waechter, hatte, angeregt von Edmund Schüler, den Jugendstilkünstler Peter Behrens eingeladen, einen Entwurf vorzulegen. Binnen acht Wochen reichte dieser seine Pläne ein, die Reichskanzler Bethmann-Hollweg und der Kaiser im Herbst 1911 genehmigten. Standort war das zuvor von dem 1873 erworbenen einstöckigen alten Botschaftsgebäude (errichtet ab 1815, umgebaut 1871) bestandene Eckgrundstück zwischen der Straße Morskája und dem Isaaksplatz. In 18 Monaten wurde der Bau mitsamt der Inneneinrichtung fertiggestellt und konnte im Januar 1913 bezogen werden. Die Baukosten beliefen sich wie geplant auf 1,7 Millionen Mark. Ob und in welchem Maße der später berühmt gewordene Architekt Ludwig Mies van der Rohe, der den Rohbau als junger Bauleiter begleitet hatte, dann aber aus dem Büro Behrens ausschied, kreativen Anteil an den Planungen hatte, ist nicht dokumentiert.

## Gestalt

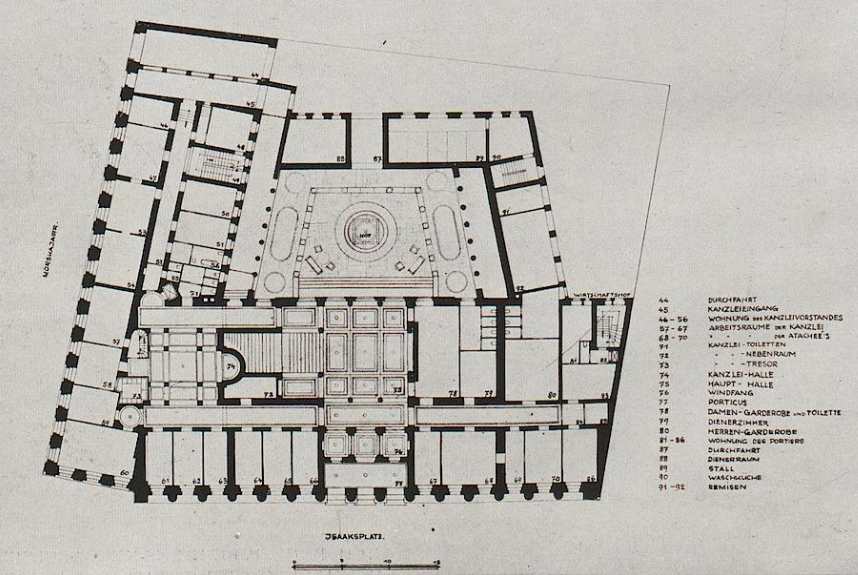
Peter Behrens, Grundriss der Botschaft

Die beiden dreigeschossigen Haupttrakte enthielten Repräsentationsräume, Büros und die Botschafterwohnung, zwei weitere, ebenfalls zum „L“ geformte, niedrigere Flügel schließen den Innenhof des Baublocks nach Westen ab. Die asymmetrische Hauptfassade ist zum Platz hin orientiert, ihre ganze Breite von 58 m wird dominiert von einer gewaltigen Reihe Halbsäulen, die in einer über alle Geschosse reichenden Kolossalordnung die 15 Achsen der Hauptansicht gliedern und sich seitlich in einer entsprechend dimensionierten Lisenenreihe fortsetzen. Drei kaum über die Flucht vorkragende Balkone über den Portalen und vor allem eine (inzwischen zerstörte) monumentale Skulpturengruppe (siehe unten) über dem Kranzgesims markieren die Eingangszone. Die Oberfläche des rot-grauen finnischen Granits ist unterschiedlich stark aufgeraut, so macht die zur verschatteten Nordseite orientierte Fassade heute einen etwas düsteren Eindruck. Doch die Durchbildung aller Details ist streng und klar: Den Säulen fehlen Kanneluren und Basen, die plinthenartigen Kapitelle sind nur angedeutet. Ebenso verzichtet der Baukörper auf Sockel, Freitreppen, übergroße Portale oder wuchtige Gebälkzonen, sonst unverzichtbare Elemente von Herrschaftsarchitektur.
Drückt das Äußere dennoch eine gewisse Monumentalität aus, so wendet sich die teilweise erhaltene Innenausstattung gänzlich von konservativen Stilvorstellungen und dem bis dahin für kaiserliche Botschaften als unentbehrlich betrachteten dynastischen Pomp ab. Eine helle Farbigkeit, reichlich verwendete elektrische Lichtquellen, großzügige, streng gerahmte Wandfelder und zurückhaltender Dekor gaben (und geben zum Teil noch) den Räumen eine radikale Modernität.

## Architekturgeschichtliche und städtebauliche Einordnung

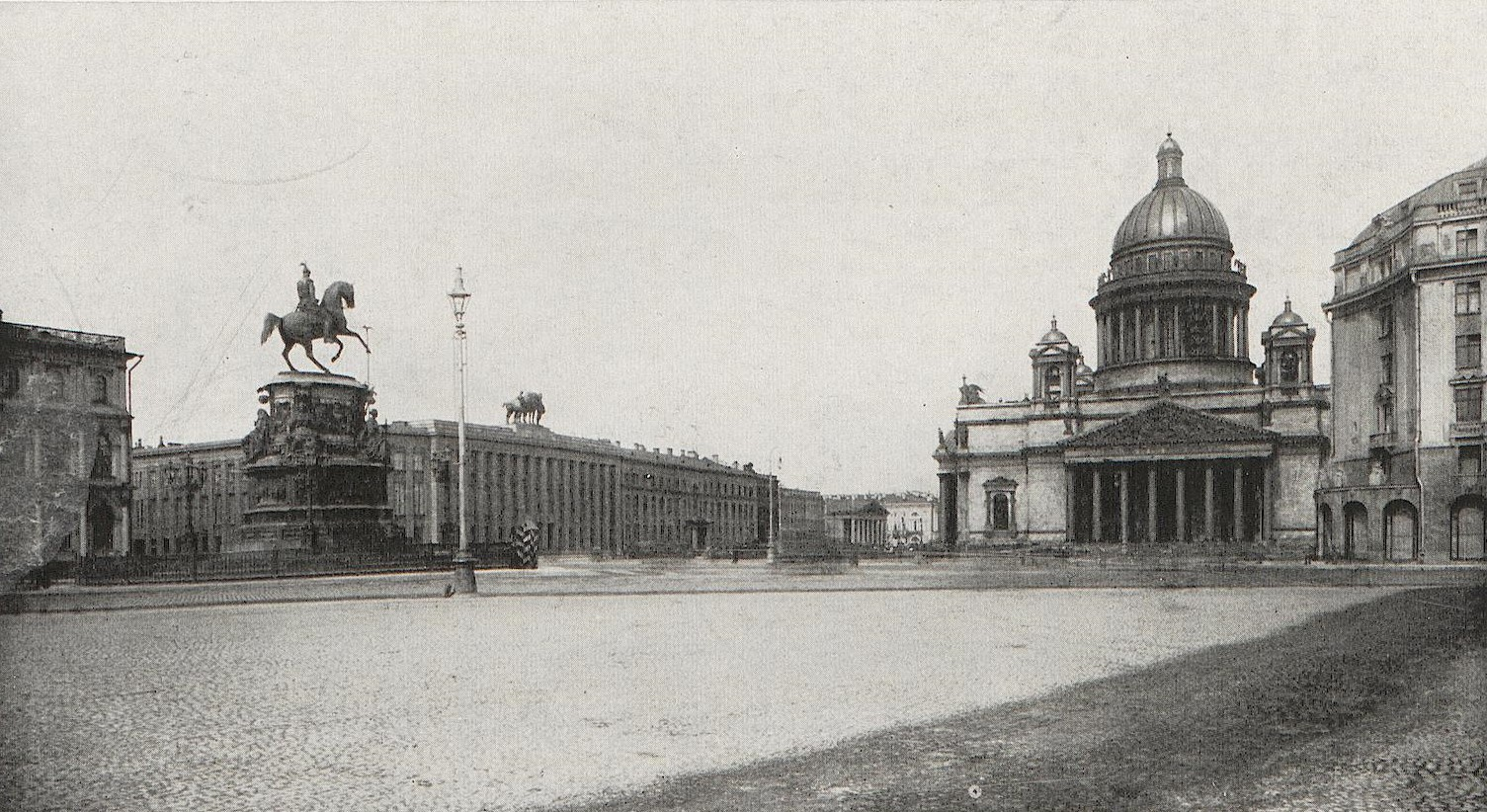
Die Deutsche Botschaft von Peter Behrens am Isaaksplatz in St. Petersburg, 1912

Der Bau steht in vielfältigen architekturgeschichtlichen Zusammenhängen.
Zum einen sucht er sich in die städtebauliche Umgebung der von zahlreichen klassizistischen Palastfassaden geprägten Stadtlandschaft einzupassen. Behrens erreicht dies durch eine Übernahme typisch Petersburger Motive: die dichte Säulenreihung, die vertikale Binnengliederung bei deutlicher Betonung der Horizontalen in der Gebälkzone und einen Verzicht auf dynamische Bewegung in der Fassadenfläche. Die Traufkantenhöhe entspricht jener der Nachbargebäude, die Fassade fügt sich harmonisch dem Ensemble der Randbebauung des Isaakplatzes ein.
Zum anderen sollte die Botschaft ein Zeichen deutscher und zugleich moderner Baukunst setzen. Den Bezug zur preußischen Architektur hat man beispielsweise in Ähnlichkeiten mit dem Brandenburger Tor und dem Alten Museum gesehen. Neuartig, zumal für ein bis dato der monarchischen Repräsentanz verpflichtetes Botschaftsgebäude, war der Verzicht auf alle überhöhenden Formeln. Im Deutschen Werkbund, den Behrens mitbegründet hatte, war dieses Stilideal entwickelt worden. Mit seiner materialgerechten, funktionalistischen Formensprache strebte der Architekt danach, „das traditionelle und internationale Ritual monarchischer Selbstverherrlichung, die Verengung einer deutschen Botschaft auf die dynastische Glorifikation der Hohenzollern zu ersetzen durch eine Darstellung der wissenschaftlich-technischen, industriell-gewerblichen und künstlerischen Leistungsfähigkeit des modernen, ausgeprägt mittelständisch-bürgerlichen Deutschland.“ (Buddensieg).

## Architekturkritik in der Kontroverse
Die Einordnung der architektonischen Qualität und ideologischen Bewertung kommt zu sehr gegensätzlichen Urteilen. Von russischen und französischen Architekten wurde der Bau als sehr „teutonisch“ empfunden. Selbst die Petersburger Bevölkerung nahm überwiegend im antimodernistischen Sinne an der lebhaften Diskussion teil, die sich 1914 zu vandalistischen Angriffen steigern sollte. Kaiser Wilhelm II., der einen neobarocken Palast bevorzugt hätte, äußerte sich über den fertiggestellten Bau abfällig ebenso wie Zar Nikolaus II. Russische Architekten dagegen erkannten seine Qualitäten. Nach Behrensschem Vorbild entstehen in der sowjetischen Zeit im damaligen Leningrad mehrere Fassaden mit einer ähnlichen Kolossalordnung, zum Beispiel das Haus der Sowjets (1936–1941), doch der konsequente Weg der Vereinfachung und Reduzierung der Formen wurde hier zugunsten einer dekorativen Anreicherung im Sinne der stalinistischen Kunstdoktrin wieder zurückgenommen. Auch Hitler bewunderte später den „ausgezeichneten Bau“. Diese Wertschätzung in der NS-Zeit gab Anlass, dem Botschaftsgebäude eine ideologische Vorläuferschaft für die Repräsentationsbauten des Regimes zuzuschreiben, also etwa das Haus der Kunst von Paul Ludwig Troost oder die Neue Reichskanzlei von Albert Speer. Demgegenüber haben differenzierende Analysen betont, wie sehr – bei allem Repräsentationsstreben – die Reduzierung der Form und eine Stilisierung im Geist der Klassik an diesem Bau von einer „subtilen Modernität“ und einem „Dialog zwischen Tradition und Innovation“ bestimmt sei. Dies schließe aus, den Behrensschen Botschaftsbau auf einer Kontinuitätslinie zwischen wilhelminischer und faschistischer „Einschüchterungsarchitektur“ zu verorten.

## Skulpturengruppe von Encke

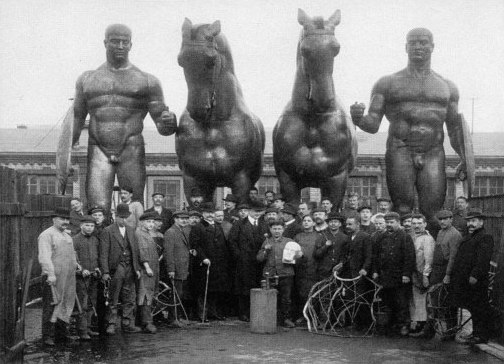
Die 1914 zerstörten Rosselenker vor der Aufstellung, um 1912

Die Skulpturengruppe auf der Attika, der einzige bauplastische Schmuck der Botschaft, war eine Stiftung der deutschen Kolonie in St. Petersburg und wurde bereits 1914 zerstört (dazu weiter unten). Die monumentale, 5,10 m hohe, auf Fernsicht angelegte Skulpturengruppe des Berliner Bildhauers Eberhard Encke akzentuierte über dem hier nur leicht aufgesockelten Hauptgesims die Mittelachse mit der Portalzone. Zwei athletische nackte Männer führen ein Pferdepaar. Sie sind symmetrisch zueinander gestellt, kraftvoll, doch ruhig stehend, ohne Dramatik oder heroische Pose. So kann dem Bildwerk kaum eine protofaschistische Bedeutung unterstellt werden. Naheliegend ist dagegen, die Gruppe als Allegorie auf das Russische und das Deutsche Reich mit ihren verwandtschaftlich verbundenen Staatenlenkern zu interpretieren. Das Bildmotiv der Rosselenker, bereits in der griechischen Antike durch das brüderliche Dioskurenpaar vorgebildet, war auch in Sankt Petersburg schon wiederholt thematisiert worden, so zum Beispiel als ziemlich wörtliche Antikenkopie vor der zwei Häuserblocks entfernten Tempelfront der „Manege“. Von ungleich bewegterer und pathetischerer Ausgestaltung stellen sich die Rosselenker auf der Anitschkow-Brücke dar. Während in älteren Publikationen behauptet wird, die Skulpturengruppe von Encke hätte aus Bronze (-Guss) bestanden, ist durch bauzeitliche Quellen zu belegen, dass sie als (weniger schwere und weniger kostspielige) Kupfertreibarbeit von der renommierten Berliner Werkstatt S. A. Loevy ausgeführt wurde.

## Spätere Geschichte
Wenige Tage nach Kriegsbeginn, am 4. August 1914 erlitt das Gebäude während der Streiks und Unruhen in St. Petersburg schwere Schäden, vandalierende Gruppen stürmten die Botschaft und stürzten die Dioskurengruppe vom Dach. Nach dem Ersten Weltkrieg, von 1922 bis 1938 und noch einmal 1940 residierte hier wieder ein Deutsches Konsulat. Während der Belagerung Leningrads wurde sie als Lazarett genutzt. In den 1980er Jahren war es Sitz des Reisebüros Intourist. Ab 2001 restaurierte man den Bau, von dem wesentliche Teile der immobilen Inneneinrichtung erhalten sind. Heute beherbergt das Gebäude Abteilungen des Justizministeriums und der Distriktverwaltung. 
Die Wiederaufstellung eines Replikats der Rosselenker ist vorgesehen, in der Eingangshalle steht bereits ein Gipsmodell in Originalgröße.